# Vecerniile siciliene
Vecerniile siciliene (în italiană Vespri siciliani, în siciliană Vespiri siciliani) au fost o revoltă care a izbucnit în Palermo la ora vecerniei, în Lunea Luminată a anului 1282. Ținta revoltei au fost conducătorii francezi ai Siciliei pe acea vreme, familia Anjou, simțiți de populație ca opresori străini. Din Palermo, revoltele s-au răspândit repede în întreaga Sicilie și s-au terminat cu expulzarea prezenței franceze.
Rebeliunea a început o serie de războaie, numite „războaiele vecerniilor siciliene”, pentru controlul Siciliei, care s-au încheiat definitiv cu tratatul de la Avignon din 1372.

## Contextul istoric
După moartea împăratului Sfântului Imperiu Roman Conrad al IV-lea, înfrângerea lui Manfred al Siciliei la Benevento și decapitarea la Napoli, la 29 octombrie 1268, a lui Conradin, Regatul Siciliei a fost supus definitiv suveranului francez Carol I de Anjou. Papa Clement al IV-lea, care la 6 ianuarie 1266, îl încoronase pe Carol ca rege al Siciliei, în speranța de a-și putea extinde influența în sudul Italiei, fără a fi nevoie să se supună vetoților impuse anterior de către dinastia șvabă, avea să-și dea seama că familia Anjou aveau să urmeze o politică de expansionism agresiv: după ce a cucerit sudul Italiei, obiectivele lui Carol erau deja îndreptate către Orient și către Imperiul Bizantin.
În Sicilia, situația devenise deosebit de critică pentru reducerea generală a libertăților baronilor și, mai ales, pentru o politică fiscală opresivă. Insula, care a fost întotdeauna mai fidelă dinastiei șvabe, care după moartea lui Conradin a ținut-o încă câțiva ani, a fost acum ținta represaliilor familiei Angevine. Angevinii au arătat dezinteresul la oricare cerere de potolire și au aplicat un sistem fiscal exorbitant, practicând uzurpații, abuzuri și violență. 
Nobilii sicilieni și, în special, diplomatul Ioan de Procida, și-au plasat speranțele în Mihail al VIII-lea Paleologul, un împărat bizantin care era deja în contrast cu Carol I de Anjou, în Papa Nicolae al III-lea, care se arătase disponibil pentru mediere și în Petru al III-lea de Aragon. Întrucât Mihail se afla într-o situație critică datorită invaziei Balcanilor de către Carol de Anjou, a ales calea diplomatică, în care bizantinii s-au distins întotdeauna, pentru a-l devia pe regele Angevin de la planurile sale de cucerire. În timpul pontificatului lui Nicolae al III-lea, Mihail al VIII-lea, cu medierea sa, a făcut o alianță cu Petru III de Aragon. Regele aragonez ar fi trebuit să-l atace pe Carol din spate și să-și ia regatul, la fel cum a făcut Carol însuși în 1266 cu Manfred. Împăratul bizantin i-a dat mijloacele pentru a construi o flotă.
Regele Aragonului, în special, a fost privit cu favoare, deoarece soția sa Constanța, fiica a lui Manfred și nepotul lui Frederic al II-lea, a fost singurul pretendent legitim al dinastiei șvabe; cu toate acestea, conducătorul aragonez era ocupat cu recucerirea acelei părți a peninsulei iberice încă în mâinile arabilor. La sfârșitul anului 1280, în concomitență cu moartea papei Nicolae al III-lea și cu războiul în care Mihail se confrunta cu o coaliție făcută de venețieni și angevini, baronii sicilieni au organizat o răscoală populară pentru a da un semn tangibil al determinației ce aveau, convingându-l pe singurul interlocutor rămas, Petru de Aragon, să vină în ajutorul lor. Totodată, a avut loc alegerea papei de origine franceză Martin al IV-lea, care, ales datorită sprijinului decisiv a lui Carol, s-a arătat insensibil de la început la protestul sicilienilor. Între timp, niște bizantini și aragonezi, în mare parte răsplătiți cu bani proveniți din Bizanț, au instigat sicilienii să se revolte.
În peisajul politic instabil de la sfârșitul secolului al XIII-lea, revolta siciliană, care împletea opoziția față de puterea temporală a papilor și conținerea ascensiunii imparabile a vasalilor lor din familia Anjou, a declanșat un adevărat conflict internațional în Marea Mediterană: pe de o parte, Carol I de Anjou, susținut de Filip al III-lea al Franței și de guelfii din Florența, precum și de Statul Papal; pe celălalt Petru al III-lea de Aragon, susținut de împăratul Mihail al VIII-lea Paleolog, de Rudolf de Habsburg, de Eduard I al Angliei, de facțiunea ghibelină genoveză, de contele Guido I da Montefeltro și de Alfonso al X-lea al Castiliei, precum și, mai mult călduros, de Republica Venețiană și Pisa.

## Revolta din Lunea de Paște

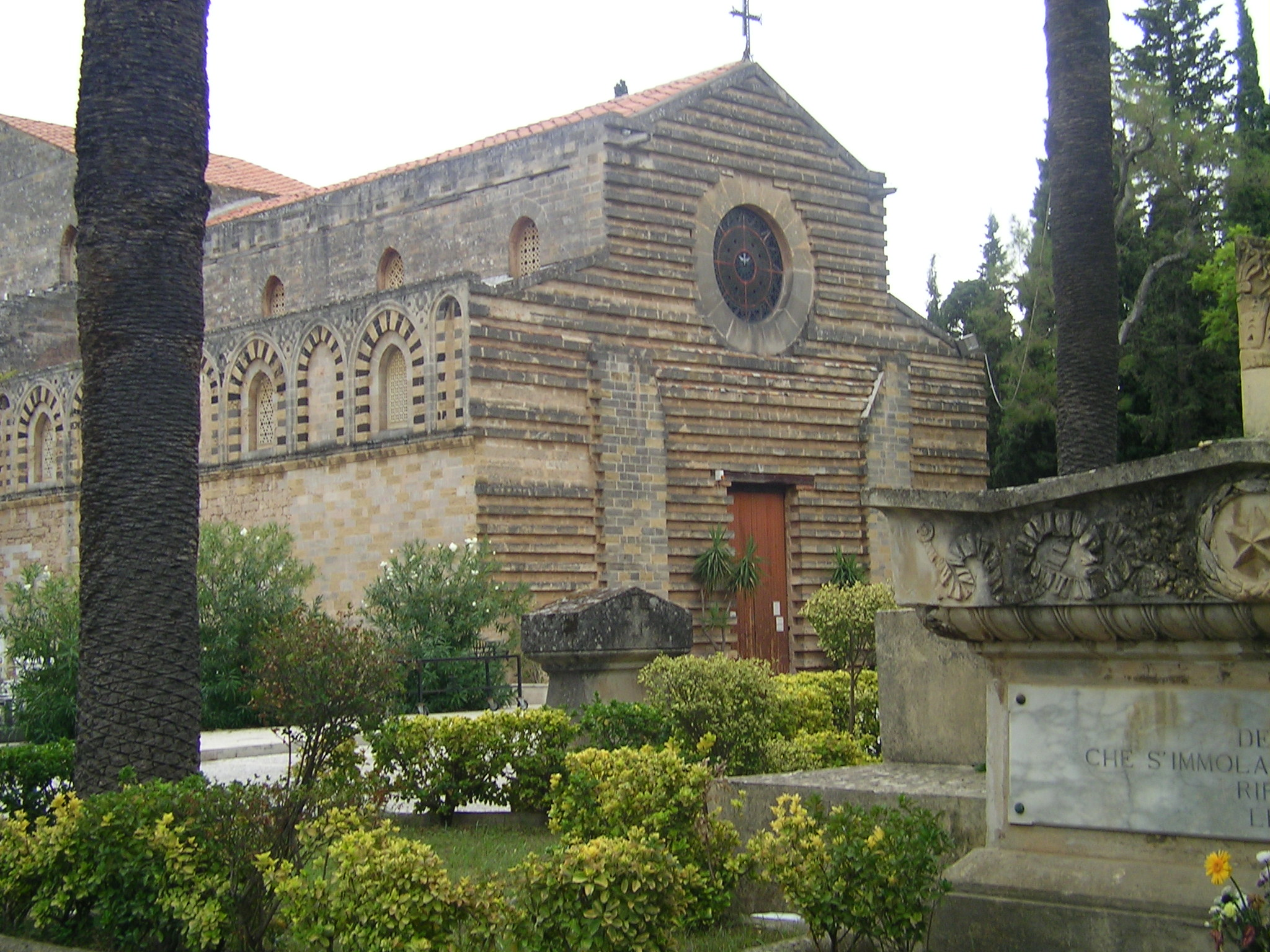
Biserica Sfântului Duh din Palermo.

Totul a început împreună cu slujba de seară a vecerniei din 30 martie 1282, Lunea de Paște, în curtea bisericii Sfântului Duh din Palermo. Conform reconstituirii istorice, episodul a fost generat de reacția la gestul unui soldat al armatei franceze, un anume Drouet, care se adresase cu dispreț la o tânără nobilă însoțită de soțul său, punându-și mâinile pe ea sub pretextul unei perchiziții. În apărarea soției sale, soțul a reușit să fure sabia soldatului francez și să-l omoare. Acest gest a constituit scânteia de la care a pornit revolta. În cursul serii și al nopții care au urmat locuitorii orașului Palermo - la strigătul „Mora, mora!” - au început o adevărată „vânătoare a francezilor” care s-a răspândit rapid pe întreaga insulă, devenind un măcel. Puținii francezi care au supraviețuit masacrului au făcut asta refugiindu-se în navele lor, andocate de-a lungul coastei.
Se spune că sicilienii, pentru a identifica francezii care se deghizau ca oameni obișnuiți, făceau recurs la un șibolet, arătând lor niște năuturi („cìciri”, în limba siciliană ) și cerând să pronunțe numele; cei care veneau trădați de pronunția lor franceză (sciscirì), erau imediat uciși.

## Prima fază a revoltei
După Palermo a fost rândul orașelor Corleone, Taormina, Siracuza, Augusta, Catania, Caltagirone și, treptat, a tuturor celorlalte orașe de pe insulă. În cele din urmă, și Messina s-a alăturat acestor orașe siciliene.
Ulterior, insurgenții au solicitat sprijinul Papei Martin al IV-lea, pentru susținerea independenței insulei și pentru suportul acesteia; cu toate acestea, pontiful a fost ales în tronul papal datorită sprijinului compatrioților săi francezi și, prin urmare, nu a acceptat cererile insulenilor, și a susținut acțiunea represivă al angevinilor.

### Antudoși drapelul Siciliei

Drapelul Siciliei.

Celebrul slogan al acelei lupte a devenit termenul „Antudo!”, cuvânt folosit de exponenții revoltei. Antudo este acronimul pentru cuvintele latine „Animus Tuus Dominus” ce înseamnă „curajul tău este Domnul”. La 3 aprilie 1282 a fost adoptat steagul cu culorile galben și roșu, cu Triskelionul în centru, care este și acum în drapelul Siciliei. Steagul a fost format din galbenul ce reprezinta Corleone și roșul, ce reprezinta Palermo, în urma unui act de confederație prevăzut de 29 de reprezentanți ale celor două orașe.

## Intervenția aragonezilor

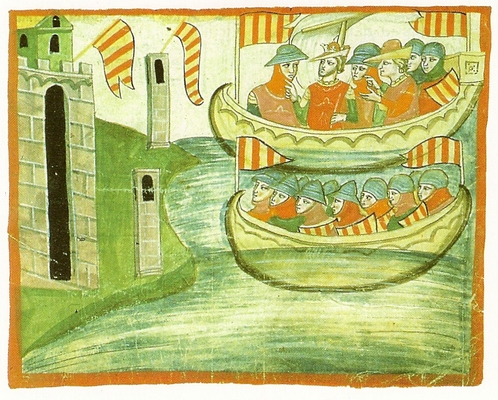
Petru al III-lea de Aragon, ajungând în Sicilia (1282). Este însoțit de soția sa și servitorii regali, pentru a-și revendica drepturile legale asupra tronului. "Arrivo Aragonesi" (Biblioteca Vaticana)

După ce pontiful a refuzat cererile rebelilor de a permite statutul de comune libere, sicilienii l-au trimis pe Petru al III-lea de Aragon. Înainte de aceste revolte, regele aragonez a construit și echipat o flotă pentru război. 
Când Papa a întrebat de ce avea nevoie de o flotă de război atât de mare, Petru a declarat că aceasta ar fi fost folosită împotriva musulmanilor de-a lungul coastei de nord a Africii, pentru că el avea interese comerciale legitime acolo și trebuia să le protejeze. Deci, când Petru a primit solicitarea de ajutor din partea sicilienilor, se găsea convenabil pe coasta de nord a Africii, în Tunis, nu prea distant de insulă. La început, Petru a ezitat, dar după câteva zile a decis să suporte revolta. Petru a ordonat flotei sale să plece spre Sicilia, a ajuns la Trapani la 30 august 1282. În timp ce se îndrepta spre Palermo, flota l-a urmat aproape de coastă. Implicarea lui Petru al III-lea din Aragon a schimbat caracterul răscoalei dintr-o revoltă locală într-un război european. Petru ajunsese la Palermo pe 2 septembrie și inițial a fost primit de populație cu indiferență, ca doar un rege străin ce venise să înlocuiască pe altul. Cu toate acestea, după ce Papa Martin a ordonat ca poporul să-l accepte pe Carol, Petru a promis insularilor că se vor bucura de privilegiile străvechi pe care le-au avut sub regele șvab Guillaume al II-lea al Siciliei. Prin urmare, el a fost acceptat și a fost încoronat prin aclamarea oamenilor la catedrala din Palermo pe 4 septembrie, luând astfel și numele de Petru I al Siciliei.

## Consecințele vecerniilor
Vecerniile siciliene reprezintă o etapă fundamentală în istoria Siciliei: legătura lungă dintre Sicilia și Aragon, care a culminat ulterior cu includerea insulei în regatul unificat la sfârșitul secolului al XV-lea, s-a născut în acest context. Această legătură a dus la inserarea Siciliei în teatrul mediteranean, unde Coroana Aragonului a reprezentat adversarul Angevinilor și al Papei. Insula a devenit și centrul intereselor comerciale, disputate între puterile maritime din acea vreme (Barcelona, Genova, Florența, Pisa, Veneția). În cele din urmă, multe familii nobile s-au mutat în Sicilia din Peninsula Iberică, integrându-se cu nobilimea siciliană și ajungând să constituie o componentă importantă a nobilimii insulare în secolele următoare. 
Aceste revolte au fost, de asemenea, decisive pentru Imperiul Bizantin, care după recucerirea Constantinopolului din 1261 și-a mărit mult influența în teatrul mediteranean, dar a riscat mult datorită scopurilor expansioniste ale puternicilor vecini Angevini. Datorită revoltei din Sicilia, Carol a fost nevoit să abandoneze campania de cucerire în Balcani după o catastrofă fără precedent. Numai având susținători, Filip de Courtenay, fiul ultimului împărat latin al Constantinopolului, nu a mai fost luat în serios de nimeni, în timp ce puternica Veneție s-a apropiat de Regatul Aragonei și Imperiului Bizantin.